# Skudsmålsbog
En skudsmålsbog var en fortrykt bog, hvori mange forskellige attester kunne indføres, som var lovpligtig for tjenestefolk at have fra 1832-1921. Den blev indført med Forordning om Skudsmaalbøgers Indførelse for Tjenestetyender af 5. september 1832. 
Første indførsel var ofte konfirmationsattesten. Derefter kunne der komme vaccinationsattester, påtegning ved flytning til et andet sogn og vidnesbyrd fra præsten.
Ved flytning fra et sogn til et andet skulle skudsmålsbogen forelægges for sognepræsten i begge sogne. Han påtegnede den og førte flytningen ind i kirkebogen i til- og afgangslisterne. Efter 1873 overgik denne funktion til sognefogeden hhv. byfogeden, der førte flytningen ind i tyendeprotokollen.
Loven krævede, at alle der søgte arbejde udenfor deres fødesogn, skulle have en skudsmålsbog. En person, der mistede sin skudsmålsbog, kunne derfor straffes for det. Under en ansættelse blev skudsmålsbogen opbevaret af husbonden. Dermed var det umuligt for den ansatte at forlade pladsen i utide.
I 1867 blev det forbudt for husbonden at skrive andet end tjenestetidens varighed i skudsmålsbogen. Ordningen med skudsmålsbøger blev ophævet i 1921. Samtidig blev husbondens revselsesret ophævet.